# Coal City (Virgínia de l'Oest)
Coal City és una concentració de població designada pel cens dels Estats Units a l'estat de Virgínia de l'Oest. Segons el cens del 2000 tenia 1.905 habitants.

## Demografia
Segons el cens del 2000, Coal City tenia 1.905 habitants, 794 habitatges, i 578 famílies. La densitat de població era de 117,3 habitants per km².
Dels 794 habitatges en un 24,9% hi vivien nens de menys de 18 anys, en un 60,2% hi vivien parelles casades, en un 9,8% dones solteres, i en un 27,1% no eren unitats familiars. En el 24,4% dels habitatges hi vivien persones soles el 12,5% de les quals corresponia a persones de 65 anys o més que vivien soles. El nombre mitjà de persones vivint en cada habitatge era de 2,4 i el nombre mitjà de persones que vivien en cada família era de 2,84.
Per edats la població es repartia de la següent manera: un 19,9% tenia menys de 18 anys, un 8,8% entre 18 i 24, un 26% entre 25 i 44, un 27,2% de 45 a 60 i un 18% 65 anys o més.
L'edat mediana era de 42 anys. Per cada 100 dones de 18 o més anys hi havia 92,7 homes.
La renda mediana per habitatge era de 28.049 $ i la renda mediana per família de 33.897 $. Els homes tenien una renda mediana de 29.338 $ mentre que les dones 16.548 $. La renda per capita de la població era de 14.552 $. Entorn del 8,6% de les famílies i el 12,4% de la població estaven per davall del llindar de pobresa.

## Poblacions properes
El següent diagrama mostra les poblacions més properes.